# Bothriochloa saccharoides
Bothriochloa saccharoides là một loài thực vật có hoa trong họ Hòa thảo. Loài này được (Sw.) Rydb. mô tả khoa học đầu tiên năm 1931.